# ラブ、デス&ロボット
ラブ、デス&ロボット（原題: Love, Death & Robots）は、動画配信サービスNetflixが配信しているアメリカ合衆国の成人向けテレビアニメシリーズ作品。映画監督のティム・ミラーとデヴィッド・フィンチャーが製作総指揮として携わっており、ミラーの設立したアニメ制作会社であるブラー・スタジオがプロデュースしている。また、ミラーは本作においてシリーズの企画および一部エピソードの監督も務めている。
主にSF・ファンタジー・ホラー・コメディといった複数のジャンルの短編で構成されたアンソロジー形式の作品であり、2019年3月15日に全18話のシーズン1が公開。2019年6月にはシリーズの更新が決定し、2021年5月14日に全8話のシーズン2が公開。2022年5月20日より、全9話のシーズン3が公開され、本シリーズでは初となる、前シーズンの短編作品の続編が収録されている。2025年5月15日には全10話のシーズン4が公開された。

## 概要
本シリーズに収録されている短編作品のほとんどはジョン・スコルジーやジョー・R・ランズデールなどの作家による短編小説を基にしている。短編は世界各国の制作会社やアニメーション作家が手掛けており、大半は2Dアニメや3DCGアニメの技法が用いられているが、いくつかの作品では実写が用いられている。また、視聴者に合わせて各短編の再生順が入れ替わるというアプローチが取り入れられている。これについてはX上で再生順が視聴者の性的志向を反映したものになっているという指摘があったものの、Netflixは単に「4種類の再生パターンを提示している」だけであり、視聴者の「性別、民族性、性的志向とは関係ない」ものであると答えている。
製作陣については、映画監督のジェニファー・ユー・ネルソンがシーズン2より総監督として携わっている他、製作総指揮のフィンチャーはシーズン3に収録されている短編『最悪な航海』でアニメーション監督としてデビューした
。

## 製作の経緯
元々は1981年に公開されたカナダのアニメ映画『ヘビーメタル』のリブート作品として2008年に企画が立ち上がり、当初はパラマウント映画が長編作品として公開する予定だった。しかし当時のパラマウントの幹部が作品の過激な内容に対し難色を示したことから、あえなく製作は中止となった。その後ザック・スナイダー、ギレルモ・デル・トロ、ゴア・ヴァービンスキー、ジェームズ・キャメロンを監督に迎え再開されることが報じられたものの、実現には至らなかった。
2011年、ロバート・ロドリゲスが『ヘビーメタル』の映像化の権利を獲得。ロドリゲスは映画ではなくテレビシリーズとして製作する意向を発表していたが、最終的に企画はNetflixへと渡ることになった。本作の正式なタイトルは Love, Death & Robots となり、2019年2月に最初の予告編動画が公開された。ミラーは本シリーズの企画段階で、6時間半の作品を計3編収録するというアイデアをNetflix側から止められたことを明かしている。
なお、ミラーはシーズン2の公開が決定した2021年4月、IGNの取材に対し、すでにシーズン4を製作するだけのストーリーとアイデアがあると述べ、Netflixが本シリーズを更新する限り製作を続ける方針であることを明かしている。

## 収録短編
| シーズン | シーズン | 話数 | 配信開始日    |
| -------- | -------- | ---- | ------------- |
|          | 1        | 18   | 2019年3月15日 |
|          | 2        | 8    | 2021年5月14日 |
|          | 3        | 9    | 2022年5月20日 |
|          | 4        | 10   | 2025年5月15日 |

### シーズン1
| 通算 話数 | シーズン 話数 | タイトル                                           | 監督                                                   | 脚本            | 原作                     | アニメーション制作                     | 公開日        | 長さ |
| --- | ------------- | -------------------------------------------------- | ------------------------------------------------------ | --------------- | ------------------------ | -------------------------------------- | ------------- | ---- |
| 1 | 1             | "ソニーの切り札" "Sonnie's Edge"                   | Dave Wilson                                            | Philip Gelatt   | ピーター・F・ハミルトン  | ブラー・スタジオ                       | 2019年3月15日 | 17分 |
| ロンドンの地下では、人工的に生み出された生物を遠隔操作で操って戦わせる格闘試合が密かに行われていた。ソニーは主催者のディッコから金と引き換えにわざと試合に負けるよう持ち掛けられるが、彼女はそれを断った。試合に臨んだ彼女は"カーニヴォー"と名付けられた生物を操り、相手チームの操る生物との激闘の末、勝利する。試合後、ディッコの愛人ジェニファーに誘惑されたソニーは、二人きりになったところを彼女に攻撃され、深い傷を負ってしまう。それはソニーが要求を呑まなかったことに不満を持つディッコが仕掛けた罠だった。しかし彼女は二人にある事実を突きつける。彼女の体は埋め込まれたプロセッサによって操られているだけに過ぎず、彼女の意識自体は、実はカーニヴォーの中にあったのだった。ソニーがジェニファーを殺し、ディッコを掴み上げたところでシーンは暗転する。 |               |                                                    |                                                        |                 |                          |                                        |               |      |
| 2 | 2             | "ロボット・トリオ" "Three Robots"                  | Victor Maldonado Alfredo Torres                        | Philip Gelatt   | ジョン・スコルジー       | Blow Studio                            | 2019年3月15日 | 12分 |
| 人類が滅び去った後の世界。XBOT4000、K-VRC、11-45-Gの三体のロボットは崩壊した都市をさまよいながら、人類がどのような生活を送っていたのか理解しようとしていた。ある時、一匹の猫に遭遇した彼らは、猫の後を追って核ミサイルの発射基地と思しき場所にたどり着く。11-45-Gは人類が自ら引き起こした自然災害によって滅びたのだと解釈し、K-VRCはかつて人類が猫に遺伝子操作を施していたことを語った。そんな彼らに猫が突然話しかけ、遺伝子操作された猫たちが人類を絶滅させたことをほのめかす。基地にいた他の猫たちに取り囲まれた彼らに対し、その猫は撫でてもらうよう要求したのだった。 |               |                                                    |                                                        |                 |                          |                                        |               |      |
| 3 | 3             | "目撃者" "The Witness"                             | Alberto Mielgo                                         | Alberto Mielgo  | N/A                      | PINKMAN.TV                             | 2019年3月15日 | 12分 |
| 香港のホテルに泊まっていた女は、偶然にも向かいのアパートで殺人を目撃してしまう。一方、犯人の男は彼女に見られたことに気づくが、同時に自分が殺した相手の顔がどういうわけか彼女とそっくりであることに気づき、彼女を追いかける。女はタクシーの中で自分が見た殺人について警察に通報した後、職場のストリップクラブに向かう。だが客の中に男がいるのを見た彼女は再び逃げ出し、途中で銃を手に入れる。女は逃げ込んだ先のアパートで男に見つかり、銃を取り合った末、彼を射殺する。しかしそこで向かいのホテルから、彼女はたった今殺した男と瓜二つの顔をした男が自分を見ているのを目撃する。 |               |                                                    |                                                        |                 |                          |                                        |               |      |
| 4 | 4             | "スーツ" "Suits"                                   | Franck Balson                                          | Philip Gelatt   | Steven Lewis             | ブラー・スタジオ                       | 2019年3月15日 | 17分 |
| とある小さな農村に暮らす農民たちは、エイリアンから土地を守るべく、メカスーツを駆使して戦っていた。ある日エイリアンが大量に侵入し、ハンクは隣人のジェイク、メルと共に迎撃に向かう。しかし数の多さに押されてしまい、ジェイクは彼らの大群を撃破するためにメカスーツを自爆させる。やがて巨大な個体が現れ、窮地に陥るが、ハンクの決死の作戦により辛くも倒すことに成功する。平和になった農村で、ハンクたちは自らを犠牲にして隣人とその家族を守ったジェイクに思いをはせる。エンディングでカメラの視点が移動し、ハンクたちの住む農村がエイリアンの生息する惑星に建設された数あるコロニーのうちの一つの中にあることが示される。 |               |                                                    |                                                        |                 |                          |                                        |               |      |
| 5 | 5             | "魂をむさぼる魔物" "Sucker of Souls"               | Owen Sullivan                                          | Philip Gelatt   | Kirsten Cross            | Studio La Cachette                     | 2019年3月15日 | 13分 |
| 考古学者が地下の洞窟を調査していた時、洞窟から現れた魔物によって彼の助手サイモンが殺されてしまう。学者は彼が雇った傭兵フリンと共に逃げるが、運悪く魔物に遭遇してしまう。この時学者は魔物の正体がドラキュラであることをフリンに明かす。ドラキュラはフリンを殺そうとするが、通りかかった一匹の猫を見てひるんでしまう。ドラキュラが猫を恐れていることを学者から聞いたフリンは、猫を使ってドラキュラを追い払い、部下が待機していた小部屋に辿り着く。ドラキュラが追いかけてきたことを知った学者は小部屋に隠された秘密の通路を探り当て、その間にフリンの部下が部屋に爆薬を仕掛ける。ドラキュラが襲い掛かろうと部屋に飛び込むが、その時にはすでに学者一行は脱出した後だった。ドラキュラは爆殺され、一行は何とか逃げおおせることができたが、その先ではドラキュラと同じ姿をした魔物たちが待ち構えていた。 |               |                                                    |                                                        |                 |                          |                                        |               |      |
| 6 | 6             | "ヨーグルトの世界征服" "When the Yogurt Took Over" | Victor Maldonado Alfredo Torres                        | Janis Robertson | ジョン・スコルジー       | Blow Studio                            | 2019年3月15日 | 6分  |
| 一人の研究者が実験で変異したバクテリアを持ち帰り、それで自家製ヨーグルトを作ろうとしたところ、意思を持ったヨーグルトが誕生してしまった。ヨーグルトはアメリカの指導者に合わせるよう頼むと、彼らに国の問題を解決する方法を教える代わりに、見返りとしてオハイオ州を要求した。指導者たちは皆この提案を一笑に付していたが、「（提案を受け入れないのなら）中国に行く」とヨーグルトに脅されると、すぐさま言うとおりにした。ヨーグルトは1世紀にわたるリース契約で、州内の人間と憲法上の権利を尊重することを条件にオハイオ州を支配する。さらに高度な知能を身に着けたヨーグルトは、国の財政問題を解決するための指示をアメリカ大統領に与え、従わない場合壊滅的な状況に陥ると忠告する。大統領は従うふりをして指示を無視するが、その結果オハイオ州を除いて世界経済は崩壊してしまう。政府はやむをえずヨーグルトに権力を譲り渡すが、一部の人々はこれに対し抗議活動を行った。それから10年後、人々はヨーグルトの統治のもと豊かな生活を送っていたが、ある日突然ヨーグルトはその理由を告げることなく地球を去ってしまう。 |               |                                                    |                                                        |                 |                          |                                        |               |      |
| 7 | 7             | "わし座領域のかなた" "Beyond the Aquila Rift"      | Léon Bérelle Dominique Boidin Rémi Kozyra Maxime Luère | Philip Gelatt   | アレステア・レナルズ     | Unit Image                             | 2019年3月15日 | 17分 |
| 宇宙船ブルーグース号の乗組員であるトム、スージー、レイの3人は仕事を終え、地球への帰還の途に就いていた。ところが航路設定にエラーが生じ、ブルーグース号は見知らぬ宇宙ステーションに着いてしまう。トムはそこでかつての恋人グレタに迎えられるが、彼女の口から自分たちが地球から数十万光年離れた場所まで飛ばされ、既に何世紀も経っていることを告げられる。やがてトムは目の前のグレタが偽物であることに気づき、彼女を問い詰める。「偽物」のグレタは、彼を傷つけたくないがために真実を教えることを拒む。しかしそれでもなお問い詰めるトムに気圧され、彼女は仕方なく要求を受け入れる。目が覚めたトムは、自分が宇宙に浮かぶ巣の中にいることを知り、そこでエイリアンと遭遇する。そのエイリアンこそ、偽物のグレタの正体だった。正気を失ったトムはエイリアンによって再び夢の世界に戻される。エイリアンは彼の記憶を消し去り、最初の時と同じようにグレタの姿で彼を迎え入れるのだった。 |               |                                                    |                                                        |                 |                          |                                        |               |      |
| 8 | 8             | "グッド・ハンティング" "Good Hunting"              | Oliver Thomas                                          | Philip Gelatt   | ケン・リュウ             | Red Dog Culture House                  | 2019年3月15日 | 17分 |
| 20世紀初頭の中国。妖怪退治を生業とするレンシュウとその息子リアンは、夜な夜な男をたぶらかす妖狐シャオユンを狩ろうとしていた。彼女の住処でリアンは巣穴に隠れていたシャオユンの娘であるヤンと出会い、シャオユンはヤンを逃がそうとしてレンシュウに殺される。父親にヤンの居場所を聞かれたリアンはとっさに嘘をついて、彼女を逃がす。数年後、大人になり香港で列車の技術者として生計を立てていたリアンは、ヤンと偶然の再会を果たす。ヤンは魔力を失ったせいで狐の姿に戻ることができず、イギリス人入植者を相手にする娼婦として暮らしていた。さらに時が進み、ロボット工学の腕を磨いていたリアンのもとに、ヤンが助けを求めてやって来る。異常な性癖を持つ総督によって機械の体にされてしまった彼女は、もう一度かつての狐の姿を取り戻し、狩りをすることを願っていた。リアンは彼女の望みを聞き入れ、彼女をロボットの妖狐として生まれ変わらせる。別れ際、「良い狩りを」というリアンの言葉を受け取ったヤンは、新しく手に入れた狐の体で夜の街を駆け、路上で女に暴行を加えていた入植者に襲い掛かる。 |               |                                                    |                                                        |                 |                          |                                        |               |      |
| 9 | 9             | "ゴミ捨て場" "The Dump"                            | Javier Recio Gracia                                    | Philip Gelatt   | ジョー・R・ランズデール  | Able & Baker                           | 2019年3月15日 | 10分 |
| ゴミ捨て場に暮らすデイブは、市の検査官から立ち退きを命じられる。 しかし、デイブは頑として受け入れず、代わりに彼の親友であるオットーと出会った話を聞かせる。オットーは、体内に取り込んだあらゆるゴミと融合した不思議な生物で、デイブと同じようにこのゴミ捨て場を住処としていたのだった。 はじめ、オットーを殺そうとしたデイブはペットにすることに決め、以来彼はオットーと一緒に暮らしていたのだった。話を聞き終え、しびれを切らした検査官は早急にデイブを立ち退かせようとするが、やってきたオットーに食い殺されてしまう。そしてデイブは何事もなかったかのようにオットーと遊ぶのだった。 |               |                                                    |                                                        |                 |                          |                                        |               |      |
| 10 | 10            | "シェイプ・シフター" "Shape-Shifters"              | Gabriele Pennacchioli                                  | Philip Gelatt   | マルコ・クロウス         | ブラー・スタジオ                       | 2019年3月15日 | 16分 |
| アメリカ海兵隊に所属するデッカーとソビエスキーは、狼男という特殊な存在であるがゆえに仲間の兵士たちから忌み嫌われていた。ある日ソビエスキーはベースキャンプ周辺の監視を命じられるが、彼のいる望楼が何者かによって襲撃される。デッカーが現場に向かうと、その場にいた兵士全員が殺されており、その中にはソビエスキーもいた。翌朝、上司のレイナーはデッカーに、敵対組織であるタリバンの内部にいる狼男を探し出し、見つけ次第生け捕りにするよう命じる。その夜、ベースキャンプから抜け出したデッカーは、年老いた狼男に遭遇する。彼はデッカーが昼間見かけた町の住人であり、手にはソビエスキーのドッグタグが握られていた。彼が昨夜望楼を襲い、ソビエスキーを殺した犯人だと知ったデッカーは狼の姿に変身し、加勢してきたもう一人の若い狼男と二対一の戦いを繰り広げた。激闘の末、デッカーは二人を殺し、傷だらけの姿でベースキャンプに戻る。のちにデッカーはあくまで自分たちを動物扱いするレイナーたちに嫌気がさし、自らドッグタグを返上して、ソビエスキーの遺体を抱えキャンプを出ていく。終盤、デッカーはソビエスキーを埋葬し、「野生で会おう」と別れの言葉を告げ、去っていく。                                                       |               |                                                    |                                                        |                 |                          |                                        |               |      |
| 11 | 11            | "救いの手" "Helping Hand"                          | Jon Yeo                                                | Philip Gelatt   | Claudine Griggs          | Axis Animation                         | 2019年3月15日 | 10分 |
| 地球軌道上にある衛星の修理にあたっていたアレックスは、軌道上を浮遊していたネジが当たって宇宙服が故障するという事態に陥ってしまう。乗っていた宇宙船からも衛星からも遠く離れてしまった彼女は、宇宙服の全ての機能が停止し、供給される酸素も残りわずかとなった中、生還するための行動を取る。アレックスはグローブを外し、投げた時の反動を利用して衛星に戻ろうとするが、すんでのところで衛星を掴み損ねる。それでも今度は、グローブを外したことで凍った左腕をもぎ取り、望みを託して左腕を投げる。最終的に彼女は宇宙船に辿り着くことができ、無事地球へと帰還する。 |               |                                                    |                                                        |                 |                          |                                        |               |      |
| 12 | 12            | "フィッシュ・ナイト" "Fish Night"                  | Damian Nenow                                           | Philip Gelatt   | ジョー・R・ランズデール  | Platige Image                          | 2019年3月15日 | 10分 |
| 乗っていた車が故障し、砂漠で立ち往生してしまった二人のセールスマン。年輩の男は若い男に、砂漠がかつては海の底にあった話を聞かせる。その夜、二人は古代の魚の幽霊たちが空中を泳ぎ回っているのを目にする。その幻想的な光景に魅了された若い男は、自らも空へ舞い上がり、年輩の男の言葉を無視して魚の幽霊たちと共に空中を泳ぎ始める。やがて彼のもとに一匹の巨大なサメの幽霊が現れ、若い男はあっけなく食べられてしまう。彼を助けられなかった年輩の男は、砂漠で一人呆然と立ち尽くす。 |               |                                                    |                                                        |                 |                          |                                        |               |      |
| 13 | 13            | "ラッキー・サーティーン" "Lucky 13"                | Jerome Chen                                            | Philip Gelatt   | マルコ・クロウス         | ソニー・ピクチャーズ・イメージワークス | 2019年3月15日 | 13分 |
| 乗っていた者全員が任務中に死亡するという不吉な航空機"ラッキー・サーティーン"のパイロットに任命された海兵隊員コルビーは、初めての任務で敵の砲火にさらされる事態に陥るも、機転を利かせた操縦で見事部隊を救い出すことに成功する。その後の任務で、彼女は一人の死亡者も出すことなく戦場から部隊を帰還させ、ラッキー・サーティーンはいつしか幸運をもたらす航空機として扱われるようになった。しかしある任務で地上からの砲撃を受けて墜落してしまうが、幸いにも乗組員は全員無事だった。敵側の手に渡ることを防ぐために、コルビーはラッキー・サーティーンの自爆装置を作動させるが、なぜか爆発しなかった。だが敵軍の兵士が周りに集まったのを見計らったかのように、ラッキー・サーティーンは彼らを巻き込んで爆発する。コルビーは戦場での功績が認められ、新しい航空機が授与されたものの、彼女はまたラッキー・サーティーンと飛び立てる日が来ることを切に願っていた。 |               |                                                    |                                                        |                 |                          |                                        |               |      |
| 14 | 14            | "ジーマ・ブルー" "Zima Blue"                       | Robert Valley                                          | Philip Gelatt   | アレステア・レナルズ     | パッション・アニメーション・スタジオ   | 2019年3月15日 | 10分 |
| 青一色の壁画で名をはせた芸術家ジーマの招待を受けたジャーナリストのクレアは、彼の口から、今まで謎に覆われていた彼自身の生い立ちを聞かされる。彼はかつて、ある一人の女性が作り出したプール清掃用のロボットだった。彼は女性によって改良を加えられ、彼女が亡くなった後も多くの持ち主の手にわたり機能が追加された末、今の姿になったのだった。そしてクレアは彼が壁画制作の時に使用していた青色、通称"ジーマ・ブルー"が、実は彼が初めて見たプールのタイルの色だったことを知る。ジーマは集まった観客たちに、プールを用いた人生最後の作品を発表する。プールの中に身を沈めた彼は少しずつ体の機能を停止させ、体の各パーツを分解して、元のプール清掃用ロボットとしての姿に戻っていく。 |               |                                                    |                                                        |                 |                          |                                        |               |      |
| 15 | 15            | "ブラインド・スポット" "Blindspot"                 | Vitaliy Shushko                                        | N/A             | Vitaliy Shushko (原案)   | Elena Volk Studio                      | 2019年3月15日 | 8分  |
| ホーク、カリ、スイ、ルーキーのサイボーグ4人組は、輸送されているマイクロチップを強奪する任務に就いていた。スイとルーキーは運搬する輸送車両の爆破を試みるが、スイが誤って爆弾を落として起爆させてしまい、乗っていた警備員の注意を引き付けてしまう。警備員を倒した後、ホークが車両上部の砲台を破壊し、4人は内部へと侵入しようとする。だがそこへ警備ロボットが現れ、ホークを破壊する。スイはロボットに一撃を食らわせ車両から落としたが、追いかけてきたロボットにカリがやられてしまう。スイは車両に据えられたロボットのCPUを車両ごと破壊するために自爆する。ただ一人生き残ったルーキーはマイクロチップを手に入れ、メンバーを失った悲しみに暮れる。そんな彼のもとに部隊のコーディネーターであるボブ、次にホーク、カリ、スイの3人がホログラムで現れ、ルーキーを褒め称える。彼らは任務に臨む際、事前に自分たちの脳の全てをコピーし、予備として残していたのだった。ルーキーはボブの操縦する車に乗り込み、仲間と共に帰路に就く。 |               |                                                    |                                                        |                 |                          |                                        |               |      |
| 16 | 16            | "氷河時代" "Ice Age"                               | ティム・ミラー                                         | Philip Gelatt   | マイクル・スワンウィック | Atomic Fiction                         | 2019年3月15日 | 10分 |
| 新居に引っ越してきたゲイルとロブは、アンティーク物の冷蔵庫が部屋に置かれているのを見つける。彼らが冷凍室から氷を取ると、その氷の中にごく小さなサイズのマンモスが保存されているのを目にする。不思議に思い、冷凍室の中を覗いてみると、そこには急激なスピードで発達していく独自の文明が存在していた。10分後、文明は中世から産業革命期、そして現代へと移り変わるが、数分後には核戦争が勃発し、ロブは爆発を受けて顔が焼けてしまう。冷蔵庫の中の核戦争がまだまだ終わらないことを悟ったゲイルは冷蔵庫を閉め、1時間後にその様子を見ることにした。すると文明は飛躍的なレベルで再建を果たし、技術も未来的なものに進化していた。やがてエネルギー体に進化した文明の住人たちは、冷凍室から姿を消す。彼らが戻ってこないことを感じたロブは冷蔵庫の電源を切る。翌朝、住人たちが本当にいなくなったのか気になった二人は冷蔵庫を開け、冷凍室を覗いてみる。そこには原始時代の世界が広がり、原人が恐竜に襲われているところだった。 |               |                                                    |                                                        |                 |                          |                                        |               |      |
| 17 | 17            | "歴史改変" "Alternate Histories"                   | Victor Maldonado Alfredo Torres                        | Philip Gelatt   | ジョン・スコルジー       | Sun Creature Studio                    | 2019年3月15日 | 7分  |
| 歴史改変シミュレーションアプリ"マルチヴァーシティ"が、ユーザーにアドルフ・ヒトラーの死に関する6つのシナリオをデモ形式で提示する。各シナリオではヒトラーが様々な死を迎えることにより、第一次世界大戦および第二次世界大戦の結果に大きな影響を及ぼしていき、その後様々な個人が月面に降り立つ。そして6番目のシナリオでは、ヒトラーが未来からやってきた自分自身と遭遇したことで時空のずれが発生し、全ての生命が消滅するという最後を迎える。デモ終了後、ユーザーはエイブラハム・リンカーンの暗殺に関するシミュレーションで、「リンカーンが先に（暗殺者を）撃つ」場合のシナリオを選択する。 |               |                                                    |                                                        |                 |                          |                                        |               |      |
| 18 | 18            | "秘密戦争" "The Secret War"                        | István Zorkóczy                                        | Philip Gelatt   | David W. Amendola        | Digic Pictures                         | 2019年3月15日 | 16分 |
| ニコライ率いるソ連赤軍の小隊はシベリアで村を襲った魔物を追っていた。彼らは森の奥深くで魔物と交戦した後、秘密警察の高官グリシンの遺体を見つける。キャンプでグリシンが持っていたノートを確認すると、そこには"ハデス作戦"なるものの全容が書かれていた。それによれば、1919年に白軍が撤退したのち、グリシンは赤軍の戦力として利用するために魔物を黒魔術の儀式で呼び寄せた。しかし魔物を操ることができず、彼は結局殺されてしまった。ニコライは軍の上層部にこの情報を伝えようと考えたが、部下の中には政府の失敗を暴露することになると恐れる者もいた。やがて魔物の住処である塚に辿り着いた一行は中にある巣ごと爆破するが、実行した部下がそれに巻き込まれて死亡する。巣から出てきた魔物の大群を相手に、ニコライは自分たちで魔物を食い止めることを告げると、残った部下に戦闘の準備をさせ、同行していた息子には一番速い馬を渡し、軍に自分たちのいる塚を爆撃することを伝えるよう命じた。息子は共に戦うことを望んだものの、仕方なく馬を走らせた。ニコライと部下たちは決死の覚悟で魔物との戦いに臨み、結果全員が殺されてしまう。だが戦いが終わったその時、爆撃機が現れ、上空から魔物たちに絨毯爆撃を仕掛けるところで物語は幕を閉じる。 |               |                                                    |                                                        |                 |                          |                                        |               |      |

### シーズン2
| 通算 話数 | シーズン 話数 | タイトル                                              | 監督                                                             | 脚本                         | 原作                    | アニメーション制作                   | 公開日        | 長さ |
| --- | ------------- | ----------------------------------------------------- | ---------------------------------------------------------------- | ---------------------------- | ----------------------- | ------------------------------------ | ------------- | ---- |
| 19 | 1             | "自動カスタマーサービス" "Automated Customer Service" | Meat Dept (Kevin Van Der Meiren, David Nicolas, Laurent Nicolas) | ジョン・スコルジー Meat Dept | ジョン・スコルジー      | Atoll Studio                         | 2021年5月14日 | 10分 |
| ロボットが働く未来的なシニアタウン。そこに暮らすジャネットの家の掃除ロボットが故障し、彼女に攻撃をし始める。彼女はカスタマーサービスに連絡するも、与えられた解決策はどれも役に立たず、カスタマーサービスは彼女に何度も諦めるよう促す。そこへ隣人のビルが助けにやって来るがロボットが放った電気ショックによって気絶してしまう。追い詰められたジャネットは一瞬の隙を突いてライフルを撃ち、ロボットを破壊することに成功する。だがそんな彼女にカスタマーサービスは、町で稼働中の全ロボットがジャネットたちを"抹消リスト"に追加したことを告げる。ジャネットはカスタマーサービスから提案された抹消リストの対象外となるための手続きを拒否し、愛犬とビルと共にロボットの大群に追われながら町を後にする。 |               |                                                       |                                                                  |                              |                         |                                      |               |      |
| 20 | 2             | "氷" "Ice"                                            | Robert Valley                                                    | Philip Gelatt                | リッチ・ラーソン        | パッション・アニメーション・スタジオ | 2021年5月14日 | 10分 |
| セジウィックとフレッチャーの兄弟は、氷に覆われた植民惑星に移住していた。そこではほとんどの住民が遺伝子操作によって超人的な能力を持つよう"改造"されており、そうでないセジウィックは、他の住民たちから忌み嫌われていた。セジウィックはこの星に生息するブロストホエールが呼吸をするために氷を割って出てくるのを一目見ようと、フレッチャーとその仲間たちと一緒に流氷を横断するレースに同行する。ところがフレッチャーがレース中に足を怪我してしまい、セジウィックは彼を担ぎながら走る羽目になる。さらにはブロストホエールが自分たちの走っていた氷にぶつかるという思わぬ不運に見舞われるも、セジウィックは何とか完走し、仲間たちから尊敬を受ける。ブロストホエールを皆で眺めた後、セジウィックは自分が仲間たちから尊敬されるようにフレッチャーが怪我をしたふりをしていたことに気付く。 |               |                                                       |                                                                  |                              |                         |                                      |               |      |
| 21 | 3             | "ポップ隊" "Pop Squad"                                | ジェニファー・ユー・ネルソン                                     | Philip Gelatt                | パオロ・バチガルピ      | ブラー・スタジオ                     | 2021年5月14日 | 10分 |
| 薬物投与による人類の不死が実現した結果、人口過剰となってしまった未来。社会では子供を持つことが厳しく禁じられるようになり、違反した親は告訴され、その子供は警察によって即座に殺されるのが当然となっていた。刑事のブリッグスは、とある一件で違法に生み育てられていた子供を殺した後、恋人のアリスから「孕まされてもいい」と言われ、狼狽する。職務のせいで精神的に不安定になっていたブリッグスは、アンティークショップでおもちゃを買う女イブに出会い、彼女が幼い娘メラニーを匿っている荒れ果てた家まで尾行する。彼はイブに、なぜこのような環境で子供を育てようと思ったのか尋ねると、イブは娘が自分の人生を変えてくれたからだと説明する。ブリッグスはメラニーに銃口を向けるも、イブに阻まれ、殺されそうになる。その時ブリッグスは自らを犠牲にしてでも娘を守ろうとするイブの姿に同情し、その場を立ち去る。家を出た彼は、相棒のペントルと遭遇し、自分がしたことの意味に気付く。彼はペントルを撃ち殺すが、彼もまたペントルに撃たれ、息絶える。 |               |                                                       |                                                                  |                              |                         |                                      |               |      |
| 22 | 4             | "荒野のスノー" "Snow in the Desert"                   | Léon Bérelle Dominique Boidin Rémi Kozyra Maxime Luère           | Philip Gelatt                | ニール・アッシャー      | Unit Image                           | 2021年5月14日 | 15分 |
| 不毛の惑星をさまようアルビノの男、スノー。彼は驚異的な再生能力を持つがゆえに事実上不死身となっており、その特異な体質に目を付けた商人バリスによって賞金首となっていた。彼は立ち寄ったバーで、賞金稼ぎに捕らえられそうになるが、ヒラルドという女に助けられ、辛うじて一命を取り留める。その夜、野宿をしていたスノーの元をヒラルドが訪ね、彼に同行する意思を伝える。そして彼女は、自分が地球中央情報局から派遣されたエージェントであることを明かし、スノーの再生能力を役立てるため、研究に協力してほしいと頼む。やがて彼女はスノーの口から、彼の妻が一世紀以上も前に、彼が年を取らないことが原因で自殺したことを知る。まもなく二人は愛し合うようになるが、スノーを追っていたバリスとその手下たちが彼らを待ち伏せしていた。スノーはヒラルドの助けを借りて手下たちを倒すが、ヒラルドはバリスに撃たれてしまい、スノーもまた彼に重傷を負わされてしまう。しかし撃たれたはずのヒラルドが復活し、バリスを殺す。彼女の正体はサイボーグであり、事故で体の大部分を失った後、脳と神経系を人工の肉体と融合させ、スノー同様不死身になったのだった。戦いの後、二人は隠れ家で互いに愛を求め合いながら絆を深めていく。 |               |                                                       |                                                                  |                              |                         |                                      |               |      |
| 23 | 5             | "草むらに潜むもの" "The Tall Grass"                   | Simon Otto                                                       | Philip Gelatt                | ジョー・R・ランズデール | Axis Animation                       | 2021年5月14日 | 8分  |
| 草原の中を走っていた蒸気機関車が突然故障し、乗客のレアードは車掌の忠告を無視して外に出る。タバコを吸っていた彼は草原の中に奇妙な光が漂っているのを目撃し、好奇心に駆られて草原に足を踏み入れる。そこで彼が目にしたのは、全身が光を放つ人のような姿をした怪物だった。必死に逃げ出すも、怪物に襲われそうになったレアードは、すんでのところでに車掌に助けられる。車掌はレアードに、この場所ではたびたび列車が故障していることを明かす。彼はこの草原には別世界への扉があり、怪物はかつて草原に迷い込んだ人間が変化したものだと考えていた。機関車が走り出した時、レアードは草原のあちこちで咆哮と同時に光が漂うのを目にする。 |               |                                                       |                                                                  |                              |                         |                                      |               |      |
| 24 | 6             | "聖夜の来客" "All Through the House"                  | Elliot Dear                                                      | Philip Gelatt                | Joachim Heijndermans    | Blink Industries                     | 2021年5月14日 | 4分  |
| クリスマスイブの夜、リアとビリーの姉弟は、階下からの物音で目を覚ます。サンタクロースだと思った二人は、こっそり階下に降りて様子をうかがう。しかし、その正体はグロテスクな姿をした怪物で、二人の声を聞きつけた怪物は二人を追い詰める。怪物は二人を"いい子"とみなし、プレゼントを吐き出すと、煙突から外に出て行った。ベッドに横たわりながら、二人はもし自分たちが"悪い子"だったらどうなっていたか考えるのだった。 |               |                                                       |                                                                  |                              |                         |                                      |               |      |
| 25 | 7             | "避難シェルター" "Life Hutch"                         | Alex Beaty                                                       | Philip Gelatt                | ハーラン・エリスン      | ブラー・スタジオ                     | 2021年5月14日 | 10分 |
| 敵対するエイリアンとの戦争の最中、パイロットのテレンスは乗っていた戦闘機がスペースデブリに衝突し、岩だらけの惑星に不時着する。彼は放棄されていたシェルターを発見し、そこで救助を待つことにした。ところが、シェルターに入るや否や、誤作動により動くものすべてに反応するようになったメンテナンスロボットに攻撃され、意識を失う。その間彼は墜落する前の戦闘の瞬間を思い出し、意識を取り戻す。テレンスは懐中電灯の光をロボットに当て、それを追わせることでロボットが自分自身を攻撃するよう仕向けることに成功する。ロボットを破壊した後、彼は救助ビーコンを作動させ、救助を待つのだった。 |               |                                                       |                                                                  |                              |                         |                                      |               |      |
| 26 | 8             | "おぼれた巨人" "The Drowned Giant"                    | ティム・ミラー                                                   | ティム・ミラー               | J・G・バラード          | ブラー・スタジオ                     | 2021年5月14日 | 10分 |
| 海岸に打ち上げられた巨人の死体。観察しに来た学者たちは巨人の体の上に乗り、訪れた人々に同じようにするよう勧める。学者の一人、スティーブンは巨人に魅了され、遠くから見守ることにする。彼は哲学的な視点でもって、時間が経つにつれ、巨人の体が腐敗し、落書きされ、人々の関心も薄れ、やがて存在そのものが忘れられていく様子を語る。数ヵ月後、巨人の亡骸の一部が町のあちこちで見られるようになる。 |               |                                                       |                                                                  |                              |                         |                                      |               |      |

### シーズン3
| 通算 話数 | シーズン 話数 | タイトル                                                     | 監督                         | 脚本                               | 原作                              | アニメーション制作                     | 公開日        | 長さ |
| --- | ------------- | ------------------------------------------------------------ | ---------------------------- | ---------------------------------- | --------------------------------- | -------------------------------------- | ------------- | ---- |
| 27 | 1             | "ロボット・トリオ: 出口戦略" "Three Robots: Exit Strategies" | Patrick Osborne              | ジョン・スコルジー                 | ジョン・スコルジー                | Blow Studio                            | 2022年5月20日 | 11分 |
| シーズン1収録の短編「ロボット・トリオ」の続編。前作で登場したロボットたち（XBOT 4000、K-VRC、11-45-G）が人類が滅び去った後の世界を旅しながら、人々が取った生存戦略について学んでいく。いくつかの場所を訪ねた後、彼らはロケット発射基地に辿り着くが、そこは富裕層が自分たちだけ地球から脱出するために建てたもので、彼らはその他大多数の人々と同様、生き延びることはできなかった。ロボットたちは人類の生存戦略がどれも失敗していることから、彼らは地球環境と自分たちの両方を救うのに十分すぎるほどの資源を持っていたにもかかわらず、自らの強欲さゆえに滅んでしまったのだと理解する。またロボットたちは、あるシャトルが地球の住民を乗せたまま火星へと旅立ったことを知るが、実際に火星に移り住んでいたのは人間ではなく、高い知能を持った猫だった。 |               |                                                              |                              |                                    |                                   |                                        |               |      |
| 28 | 2             | "最悪な航海" "Bad Travelling"                                | デヴィッド・フィンチャー     | アンドリュー・ケヴィン・ウォーカー | ニール・アッシャー                | ブラー・スタジオ                       | 2022年5月20日 | 21分 |
| ある嵐の夜、ジェイブルザメを捕獲するために航海を続ける漁船が、"サナポッド"と呼ばれる巨大な蟹の怪物によって襲われ、船長を含めほとんどの船員が殺される。生き残った船員たちはサナポッドに立ち向かう者をくじ引きで決め、一等航海士のトーリンが選ばれる。サナポッドが立てこもっている船倉にトーリンが向かうと、サナポッドは近くにあるフェイデン島という人が住む島に連れて行くよう要求した。彼は要求を呑む代わりに自分だけは見逃すよう取引をし、自分をくじ引きで追いやった船員を殺してサナポッドに食べさせた。かくして船での実権を握ったトーリンは他の船員たちに、サナポッドの要求通りフェイデン島に向かうか、もっと遠くの無人島に置いていくか投票で決めさせる。フェイデン島の住民の命を案じていた彼は、フェイデン島行きを選んだ船員たちを殺してサナポッドに食べさせ、その間サナポッドを倒す手段を考えていた。船が島に近づくと、トーリンは船倉の樽に詰めてあったサメ油に火をつけて脱出する。サナポッドとその子供が炎に包まれる中、彼は用意してあった脱出用のボートに乗り込み、燃え盛る船を後にする。 |               |                                                              |                              |                                    |                                   |                                        |               |      |
| 29 | 3             | "死者の声" "The Very Pulse of the Machine"                   | Emily Dean                   | Philip Gelatt                      | マイクル・スワンウィック          | ポリゴン・ピクチュアズ                 | 2022年5月20日 | 17分 |
| 木星の衛星イオでの探査任務に就いていた宇宙飛行士のキヴェルソンとバートンの二人は、突如発生した火山爆発により、乗っていた探査車が横転する事故に見舞われる。この事故でバートンは死亡し、キヴェルソンもまた腕を骨折するという重傷を負ってしまう。着ていた宇宙服の酸素が尽き、宇宙ステーションからの支援も来ないという絶望的な状況の中、キヴェルソンはバートンの宇宙服から酸素を取り、遺体を引きずりながら着陸船まで戻ろうとする。その際、骨折した腕の痛みを鎮めるために服用した鎮痛薬の副作用で、バートンの遺体を通してイオそのものが語りかけてくるという幻覚に襲われる。初めキヴェルソンは抵抗するものの、ほどなくしてイオと対話するようになり、その中でイオが意思を持つ一種の機械であり、その目的が彼女自身を"知る"ことだと認識する。その後キヴェルソンは意識を失うが、宇宙服の酸素濃度が限界に達したところで意識を取り戻す。彼女は熱を帯びた川のそばまで近づくと、イオと一体化しようとするかのように川に飛び込む。終盤、イオからキヴェルソンの声が宇宙ステーションに向けて発せられる。 |               |                                                              |                              |                                    |                                   |                                        |               |      |
| 30 | 4             | "小さな黙示録" "Night of the Mini Dead"                      | Robert Bisi Andy Lyon        | Robert Bisi Andy Lyon              | ジェフ・ファウラー ティム・ミラー | Buck                                   | 2022年5月20日 | 7分  |
| ゾンビによる人類の滅亡をミニチュア風の映像で描いた作品。あるカップルが夜の墓場でセックスに及んでいると、突然十字架に雷が落ち、墓からゾンビ達が現れカップルを喰い殺す。ゾンビ達は急速に数を増やして瞬く間に世界中を覆い、警官隊や残された人々、果てはローマ教皇や中国の拳法家までもが必死に抵抗する。遂にはアメリカ空軍が都市を爆撃し、異様な改造車に乗った人々が銃や火炎放射器でゾンビの大群に応戦するが、原子力発電所で化学物質を積んだタンクトレーラーが爆発したことによって緑色の巨大な怪物まで生まれ、街は焼き尽くされる。追い詰められた権力者達は地球全土に大量のミサイルを放射する。やがて映像は宇宙空間までズームアウトし、広大な銀河が写し出され、その中の小さな地球が屁の様な音を立て消滅する。 |               |                                                              |                              |                                    |                                   |                                        |               |      |
| 31 | 5             | "絶体絶命部隊" "Kill Team Kill"                              | ジェニファー・ユー・ネルソン | Philip Gelatt                      | Justin Coates                     | Titmouse                               | 2022年5月20日 | 13分 |
| アフガニスタンに駐留していたニールセン率いるグリーンベレー部隊の一行は、彼らとは別の部隊が何者かによって全員殺害されている状況を目の当たりにする。そこへサイボーグ化されたグリズリーが現れ、ニールセンの部下2人が殺される。直後に助けに入った部隊の生き残りである一等軍曹のモリスによってグリズリーは逃げていくが、のちに彼の口から、部隊を襲ったのはグリズリーであり、このグリズリーがCIAによる極秘計画「プロジェクト・バーゲスト」の元で開発された軍事兵器であることが明かされる。ニールセン一行はモリスとともに、グリズリーを追ってCIAの秘密地下施設に向かい、グリズリーをおびき寄せようとするが、背後から襲いかかってきたグリズリーによって、モリスとニールセンの部下1人が殺される。ニールセンと最後に残った部下のメイシーは死に物狂いで応戦し、何とか倒すことに成功するが、グリズリーの頭部に埋め込まれていた自爆装置が作動し、爆発で二人はあっけなく死んでしまうのだった。 |               |                                                              |                              |                                    |                                   |                                        |               |      |
| 32 | 6             | "巣" "Swarm"                                                 | ティム・ミラー               | ティム・ミラー                     | ブルース・スターリング            | ブラー・スタジオ                       | 2022年5月20日 | 17分 |
| 宇宙を旅する探検家のサイモンは、2年間に渡る調査任務の一環として、"群れ"と呼ばれるエイリアンの種族が住む小惑星を訪れる。彼はそこで研究をしている女性ガリーナと合流し、小惑星内部にある群れの巣を案内してもらう。巣の中では、群れと同化した多種多様なエイリアンがそれぞれの役割を担い、独自の生態系を構築していた。サイモンはガリーナに、自分の目的は群れの遺伝子情報を入手し、それを人工のフェロモンと組み合わせて、人類に従属的な新しい種を生み出すことだと明かす。ガリーナは当初こそ反対したものの、巣に危害が及ばない限りは協力することを決める。研究を重ねるにつれ、二人はますます親密になっていくが、彼らの研究は群れの反感を買い、ガリーナは強制的に同化されてしまう。群れの中で知能を担う種のエイリアンはガリーナの体を介して、自分たちがこれまでにも脅威とみなした知的生物の種族を同化させてきたことをサイモンに語る。そしてエイリアンは彼に、自分たちと共生して知能を保つか、同化されるかの選択を迫る。サイモンはそれを挑戦として受け入れ、「人類が寄生虫になることはない」と断言する。 |               |                                                              |                              |                                    |                                   |                                        |               |      |
| 33 | 7             | "メイソンとネズミ" "Mason's Rats"                            | Carlos Stevens               | Joe Abercrombie                    | ニール・アッシャー                | Axis Animation                         | 2022年5月20日 | 10分 |
| 未来のスコットランド。農夫のメイソンは、農作物を盗むネズミが進化し、道具を使って反撃してくるようになったことに頭を悩ませていた。彼は害虫駆除会社トラップテックのサービスを利用し、納屋にレーザー砲を設置する。最初、レーザー砲による駆除は効果を発揮していたが、程なくしてネズミたちはレーザー砲をすべて破壊してしまった。途方に暮れたメイソンは、トラップテック社の販売員の勧めでサソリ型の駆除ロボットを導入した。それから数日間、ロボットはネズミたちを次々と駆除していったが、あまりにも残酷な駆除の仕方に彼は次第に不満を募らせていった。ある日、ロボットの放った光線が頭をかすめたことに激怒したメイソンが納屋に押し入ると、ネズミたちとロボットが戦いを繰り広げているところだった。だがネズミたちはロボット相手に善戦していたものの、もはや全滅寸前の状態にあった。それでもロボットに立ち向かうネズミたちの勇気と団結力に心を打たれたメイソンは、自らの手でロボットを破壊する。戦いの後、メイソンはネズミたちと酒を酌み交わし、トラップテック社との契約を解除する電話をかける。 |               |                                                              |                              |                                    |                                   |                                        |               |      |
| 34 | 8             | "地下に眠りしもの" "In Vaulted Halls Entombed"               | Jerome Chen                  | Philip Gelatt                      | Alan Baxter                       | ソニー・ピクチャーズ・イメージワークス | 2022年5月20日 | 15分 |
| アフガニスタンの山岳地帯。テロリストに捕らえられた人質の救出作戦にあたっていたアメリカ軍特殊部隊の隊員6人は、ターゲットが入っていった洞窟へと突入する。そこで彼らは、つい先程入っていったばかりの人質とテロリストたちのほとんど白骨化した死体を目撃する。その直後、クモに似た小型の怪物が無数に現れ、隊員達は応戦するが、3人が喰い殺される。生き残った隊長のクルサード、ハーパー、スペンサーの3人は洞窟の奥まで撤退する。そこにはまるで神殿のような広大な空間が存在しており、3人はやむなく道を進んで行くが、後方からは先程の怪物の群れが迫っていた。再び応戦するも銃弾をほとんど使い果たし、ついにはスペンサーも殺される。神殿の奥に辿り着いたクルサードとハーパーは、何者かの唸り声のような音を耳にし、クルサードは突然何かに引き寄せられるように神殿のさらに奥へと歩きだす。ハーパーは彼を制止しようとするが声は届かず、仕方なく同行する。神殿の最奥部には、タコに似た頭部やコウモリのような翼を持った、見上げる程に巨大な怪物が鎖で捕えられていた。怪物の眼を見た瞬間、クルサードとハーパーは激しい頭痛に襲われ、怪物が大量の人間を殺し、都市を焼き尽くし破壊する幻覚を見る。怪物は「我を解放せよ｣と唱え、操られたクルサードは怪物の鎖を解こうとし、止めようとしたハーパーは彼を射殺する。一人残された彼女に、怪物は繰り返し解放するよう呼び掛ける。その後洞窟を脱出し、荒野をさまよい歩くハーパーの姿があった。彼女は自らの両眼をナイフで抉り取っており、茫然自失のまま呪文のような言葉を唱えるばかりだった。 |               |                                                              |                              |                                    |                                   |                                        |               |      |
| 35 | 9             | "彼女の声" "Jibaro"                                          | Alberto Mielgo               | Alberto Mielgo                     | N/A                               | PINKMAN.TV                             | 2022年5月20日 | 17分 |
| 中世の時代。森の中の湖へやって来た騎士団の前に、全身に宝飾品を纏った女の怪物が現れる。女は"声"で人を操る力を持ち、声を聞いた騎士達は気が狂って次々に湖に飛び込み溺死するが、耳が聞こえない一人の騎士だけが生き残る。騎士は逃げようとするが、女の腕から金がはがれ落ちたのを見て、彼女を追う。女は騎士を誘惑し体を求めるが、騎士は隙を突いて女を気絶させ、黄金や宝石でできた皮膚を無理やり剥ぎ取って走り去る。途中、疲れて眠っていた騎士の耳に突如として聴力が身に付く。パニックになる騎士の前に再び女が現れ、苦悶しながらも声を振り絞り、気を狂わされた騎士は溺死する。 |               |                                                              |                              |                                    |                                   |                                        |               |      |

### シーズン4
| 通算 話数 | シーズン 話数 | タイトル                                                         | 監督                         | 脚本                  | 原作                   | アニメーション制作                   | 放送日        | 長さ |
| --- | ------------- | ---------------------------------------------------------------- | ---------------------------- | --------------------- | ---------------------- | ------------------------------------ | ------------- | ---- |
| 36 | 1             | "Can't Stop"                                                     | デヴィッド・フィンチャー     | N/A                   | N/A                    | ブラー・スタジオ                     | 2025年5月15日 | 6分  |
| レッド・ホット・チリ・ペッパーズが2003年にアイルランドのスレイン城で行ったライブ公演を基にしており、バンドメンバー全員がマリオネットとして表現される。                                 |               |                                                                  |                              |                       |                        |                                      |               |      |
| 37 | 2             | "ミニとの遭遇" "Close Encounters of the Mini Kind"               | Robert Bisi Andy Lyon        | Robert Bisi Andy Lyon | N/A                    | Buck                                 | 2025年5月15日 | 7分  |
| エイリアンによる地球侵略をミニチュア風撮影の手法で描く。 |               |                                                                  |                              |                       |                        |                                      |               |      |
| 38 | 3             | "スパイダー・ローズ" "Spider Rose"                               | ジェニファー・ユー・ネルソン | Joe Abercrombie       | ブルース・スターリング | ブラー・スタジオ                     | 2025年5月15日 | 17分 |
| シーズン3収録の『巣』と同一の世界観に基づく物語。辺境の小惑星を舞台に、暗殺者に夫を殺された女が復讐を果たそうとする。                                                                  |               |                                                                  |                              |                       |                        |                                      |               |      |
| 39 | 4             | "400番街のボーイズ" "400 Boys"                                   | Robert Valley                | ティム・ミラー        | マーク・レイドロー     | パッション・アニメーション・スタジオ | 2025年5月15日 | 15分 |
| ギャング同士の抗争が絶えない荒廃した都市に新たな勢力が現れたことにより、ギャングたちは団結を余儀なくされる。                                                                           |               |                                                                  |                              |                       |                        |                                      |               |      |
| 40 | 5             | "もうひとつの大きなもの" "The Other Large Thing"                 | Patrick Osborne              | ジョン・スコルジー    | N/A                    | AGBO                                 | 2025年5月15日 | 9分  |
| 人間に飼われている一匹の猫が、ハッキングができる執事ロボットの助けを借りて世界征服を企てる。                                                                                           |               |                                                                  |                              |                       |                        |                                      |               |      |
| 41 | 6             | "ゴルゴタ" "Golgotha"                                            | ティム・ミラー               | Joe Abercrombie       | デイブ・ハッチンソン   | Luma Pictures (VFX)                  | 2025年5月15日 | 10分 |
| シーズン4唯一の実写エピソード。一人の牧師が、自分たちの救世主が地球でイルカになったと信じているエイリアンの使者をもてなそうとする。                                                    |               |                                                                  |                              |                       |                        |                                      |               |      |
| 42 | 7             | "ティラノサウルスの叫び" "The Screaming of the Tyrannosaur"      | ティム・ミラー               | ティム・ミラー        | Stant Litore           | ブラー・スタジオ                     | 2025年5月15日 | 15分 |
| 木星の軌道上にある宇宙ステーションに集まる貴族たち。彼らのお目当ては、遺伝子操作を施された剣闘士たちが人造の恐竜にまたがって行う熾烈な戦いだった。                                     |               |                                                                  |                              |                       |                        |                                      |               |      |
| 43 | 8             | "ジークの宗教" "How Zeke Got Religion"                           | Diego Porral                 | J.T. Petty            | John McNichol          | Titmouse                             | 2025年5月15日 | 15分 |
| 第二次世界大戦の最中、ナチスに占領されたフランスに赴くB-17爆撃機の乗組員たちは、ナチスが「古代の悪を呼び覚ます」のを阻止するという任務に臨む。                                         |               |                                                                  |                              |                       |                        |                                      |               |      |
| 44 | 9             | "スマート家電と愚かな人間たち" "Smart Appliances, Stupid Owners" | Patrick Osborne              | ジョン・スコルジー    | N/A                    | Aaron Sims Creative                  | 2025年5月15日 | 8分  |
| 歯ブラシからシャワーヘッド、トイレに至るまで、あらゆる家電製品が人間について語っていく。                                                                                               |               |                                                                  |                              |                       |                        |                                      |               |      |
| 45 | 10            | "彼は忍び寄る" "For He Can Creep"                                | Emily Dean                   | Tamsyn Muir           | Siohban Carroll        | ポリゴン・ピクチュアズ               | 2025年5月15日 | 14分 |
| 1757年。ロンドンのとある精神病棟には、サタンが自分に世界を終わらせる詩を書かせようとしていると思い込んでいる詩人が収容されていた。そんな彼とサタンとの間に、彼の飼い猫が立ちはだかる。 |               |                                                                  |                              |                       |                        |                                      |               |      |

## キャスト
※原語版キャストおよび配役はインターネット・ムービー・データベースの情報より参照。（）内は日本語吹替キャスト。

### シーズン1
ソニーの切り札
- ソニー - Helen Sadler (甲斐田裕子)[39]
- ディッコ - Time Winters (青山穣) [39]
- イヴリナ - Christine Adams (種市桃子)[39]
- ウェス - Omid Abtahi (下川涼)[39]
- ジェニファー - Hayley McLaughlin (熊谷海麗)[39]
- サイモン - Hakeem Kae-Kazim (木村雅史)[39]
- レフェリー - Braden Lynch (田所陽向)

ロボット・トリオ
- K-VRC - Josh Brener (石田彰)[39]
- XBOT 4000 -  Gary Anthony Williams (神奈延年)[39]
- 11-45-G - なし[注釈 6][40] (田中敦子)[39]
- 猫 - Chris Parnell (谷昌樹)[39]

目撃者
- 女 - Emily O'Brien (牛田裕子)[39]
- 男 - Ben Sullivan (西健亮)[39]
- ウラジミール - Nolan North (下川涼)

スーツ
- ハンク - ニール・キャプラン (大塚明夫)[39]
- ベス - G.K. Bowes (魏涼子)[39]
- ジェイク - Scott Whyte (高木渉)[39]
- ヘレン - Courtenay Taylor (鶏冠井美智子)[39]
- メル - Tudi Roche (一柳みる)[39]

魂をむさぼる魔物
- 博士 - Michael Benyaer (西村知道)[39]
- フリン - フレッド・タタショア (松田健一郎)[39]
- ミッキー - Jonathan Cahill (田所陽向)[39]
- ゲイリー - Laura Waddell (熊谷海麗)[39]
- サイモン -  Scott Whyte (バトリ勝悟)[39]

ヨーグルトの世界征服
- ナレーター - モーリス・ラマーシュ (相沢まさき)[39]
- ヨーグルト - 不明 (田所陽向 / 富樫美鈴)[39]
- 母親 - Alexia Dox (三重野 帆貴)
- 大統領 - 不明 (相沢まさき)[39]

わし座領域のかなた
- トム - Henry Douthwaite (小松史法)[39]
- グレタ - Madeleine Knight (佐古真弓)[39]
- スージー - Rebecca Banatvala (渡辺明乃)[39]
- レイ - Delroy Brown (あべそういち)[39]
- 管制官 - Grahame Fox (田所 陽向)

グッド・ハンティング
- リアン - Matthew Yang King (小野大輔)[39]
  - 幼少期のリアン - Maddox Henry (小林由美子)[39]
- ヤン - Elaine Tang (釘宮理恵)[39]
  - 幼少期のヤン - スマリー・モンタノ (釘宮理恵)[39]
- レンシュウ Matthew Yang King (田中秀幸)[39]
- シャオユン - グウェンドリン・ヨー (深見梨加)[39]
- 総督 - JB・ブラン (魚建)[39]
- 若い女 - Sumalee Montano (熊谷 海麗)

ゴミ捨て場
- デイブ - ノーラン・ノース (浦山迅)[39]
- 検査官 - ゲイリー・コール (牛山茂)[39]
- パーリー - André Sogliuzzo (佐々木省三)[39]

シェイプ・シフター
- デッカー - Graham Hamilton (中川慶一)[39]
- ソビエスキー - Adam Bartley (三宅健太)[39]
- レイナー少佐 - ジェームズ・ホラン (西村知道)[39]
- 曹長 - Jim Pirri (松田健一郎)[39]
- 小隊軍曹 - Ike Amadi (田所陽向)[39]

救いの手
- アレックス - Elly Condron (園崎未恵)[39]
- ビル - Chris Parson (橘潤二)[39]

フィッシュ・ナイト
- 年輩の男 - カーク・ソーントン (田中正彦)[39]
- 若い男 - ユーリ・ローエンタール (梅原裕一郎)[39]

ラッキー・サーティーン
- コルビー - Samira Wiley (西島麻紘)[39]
- グラハム - ネスター・セラーノ (木下浩之)[39]
- リー - 辻大介 (小林親弘)[39]
- ペティボン - Noshir Dalal (辻井健吾)
- セブン・ゼロ - Jeff Schine (橘潤二)
- ハワード - Stanton Lee (樋山雄作)

ジーマ・ブルー
- ジーマ - ケビン・マイケル・リチャードソン (白熊寛嗣)[39]
- クレア - Emma Thornett (木下紗華)[39]

ブラインド・スポット
- ルーキー - アーロン・ヒムルスタイン (上村祐翔)[39]
- スイ - カルロス・アラズラキ (金光宣明)[39]
- ホーク - ブライアン・ブルーム (土田大)[39]
- カリ - Jill Talley (伊藤静)[39]
- ボブ - クリス・コックス (菊本平)[39]

氷河時代
- ロブ - トファー・グレイス (内田夕夜)[39]
- ゲイル - メアリー・エリザベス・ウィンステッド (小林沙苗)[39]

歴史改変
- ナレーター - Rebecca Riedy (井上喜久子)[39]
- アドルフ・ヒトラー - Dieter Jansen(中村章吾)[39]

秘密戦争
- ニコライ・ザハロフ - Stefan Kapičić (木村雅史)[39]
- クラフチェンコ - Bruce Thomas(中村章吾)[39]
- オクチェン - Antonio Alvarez (宮本淳)[39]
- マレンチェンコ - Jeff Berg (下川涼)[39]
- カミンスキー - Bruce Thomas(橘潤二)[39]
- ポゴージン - Victor Brandt(田所陽向)[39]
- マキシム - 不明 (中西正樹)[39]

その他日本語吹替キャスト森夏姫、井上美咲、高宮彩織、三重野帆貴、櫻庭有紗、高橋大輔、樋山雄作、田島章寛、辻井健吾、石黒史剛、井川秀栄

### シーズン2
自動カスタマーサービス
- ジャネット - Nancy Linari（一城みゆ希）
- カスタマーサービス - Ben Giroux（太田真一郎）
- ビル - Brian Keane（世古陽丸）

氷
- セジウィック - アーチー・マデクウィ （木村良平）
- フレッチャー - Sebastian Croft（バトリ勝悟）
- ローガン - Beatriz Godinho（志田有彩）
- ブルーム - Alexander Lobo Moreno（田所陽向）
- オクソ - Miguel Amorim（白石兼斗）

ポップ隊
- ブリッグス - ノーラン・ノース（加瀬康之）
- アリス - エロディ・ユン（加藤有生子）
- ペントル - Michelle C. Bonilla（村中知）

荒野のスノー
- スノー - Peter Franzén（置鮎龍太郎）
- ヒラルド - Zita Hanrot（白石涼子）

草むらに潜むもの
- レアード - Joe Dempsie（福田賢二）
- 鉄道員 - Steven Pacey（楠見尚己）

聖夜の来客
- リア - Divi Mittal（上田麗奈）
- ビリー - Sami Amber（武田華）
- モンスター - フレッド・タタショア（多田野曜平）

避難シェルター
- テレンス - マイケル・B・ジョーダン（田村真）

おぼれた巨人
- スティーブン - Steven Pacey（水内清光）

### シーズン3
ロボット・トリオ： 出口戦略
- K-VRC - Josh Brener (石田彰)[41]
- XBOT 4000 -  Gary Anthony Williams (神奈延年)[41]
- 11-45-G - なし (田中敦子)[41]
- 猫 - Chris Parnell (谷昌樹)[41]
- エレナ - ケイティ・ロウズ (葉山那奈)[41]

最悪な航海
- トーリン - トロイ・ベイカー (川島得愛)[41]
- ターク - Kevin Jackson / フレッド・タタショア (谷昌樹)[41]
- サート - Max Fowler (平井貴大)[41]
- ジョーヴァン - James Preston Rogers (田所陽向)[41]
- ディーコン - Time Winters (峰晃弘)[41]
- メリス - Anthony Mark Barrow (唐沢龍之介)[41]
- パルン - ジェイソン・フレミング (唐戸俊太郎)[41]
- スーパリン - Parry Shen (菊池通武)[41]
- シャンター - エロディ・ユン (泊明日菜)[41]
- 船長 - 不明 (新井笙子)[41]

死者の声
- マーサ・キヴェルソン - マッケンジー・デイヴィス (斎賀みつき)[41]
- ジュリー・バートン - Holly Jade (本名陽子)[41]
- 自動音声 - David Shatraw (松川裕輝)[41]

小さな黙示録
- スティーブ - 不明 (中村悠一)[41]
- オータム - 不明 (東内マリ子)[41]
- 警察署長 - 不明 (唐戸俊太郎)[41]
- 大統領 - 不明 (田所陽向)[41]

絶体絶命部隊
- ニールセン - ガブリエル・ルナ (楠大典)[41]
- モリス - ジョエル・マクヘイル (高木渉)[41]
- フォーレン - セス・グリーン (越後屋コースケ)[41]
- メイシー - スティーヴン・ブルーム (俊藤光利)[41]
- クーツ - スティーヴン・ブルーム (佐久間元輝)[41]
- アーウィン - Andrew Kishino (中西正樹)[41]

巣
- サイモン・アフリエル - Jason Winston George (鶴岡聡)[41]
- ガリーナ・ミルヌイ - ロザリオ・ドーソン (行成とあ)[41]
- スプリングテール - フレッド・タタショア

メイソンとネズミ
- メイソン - クレイグ・ファーガソン (安原義人)[41]
- ナイジェル - ダン・スティーヴンス (てらそままさき)[41]
- 技術者 - ダン・スティーヴンス (俊藤光利)[41]

地下に眠りしもの
- ハーパー - クリスチャン・セラトス (田村睦心)[41]
  - 取り憑かれたハーパーの声 - デブラ・ウィルソン
- クルサード軍曹 - ジョー・マンガニエロ (喜山茂雄)[41]
- ボーモント - Noshir Dalal (中西正樹)[41]
- スペンサー - ジェイ・コートニー (佐々木拓真)[41]
- ディルマン - Stanton Lee (俊藤光利)[41]
- グラッドストーン - Jeff Schine (越後屋コースケ)[41]
- ラプトル基地 - フレッド・タタショア (松川裕輝)[41]
- 邪神 - フレッド・タタショア (佐久間元輝)[41]

彼女の声 (セリフなし)
- 騎士 - Girvan 'Swirv' Bramble
- 女 - Sara Silkin / Megan Goldstein / Alina Smolyar

### シーズン4
以下、Netflixからの公式発表を参照。
Can't Stop
- レッド・ホット・チリ・ペッパーズ
  - アンソニー・キーディス
  - フリー
  - ジョン・フルシアンテ
  - チャド・スミス

ミニとの遭遇（キャスト情報不明）
スパイダー・ローズ
- Emily O'Brien
- Feodor Chin
- Piotr Michael
- スマリー・モンタノ

400番街のボーイズ
- ジョン・ボイエガ
- エド・スクライン
- Sienna King
- Dwane Walcott
- ラフル・コーリ
- Pamela Nomvete
- Amar Chadha-Patel

もうひとつの大きなもの
- Chris Parnell
- ロボット - ジョン・オリバー
- フレッド・タタショア
- Rachel Kimsey

ゴルゴタ
- 牧師 - リス・ダービー
- Moe Daniels
- グレアム・マクタヴィッシュ
- フィル・モリス
- Michelle Lukes
- Matthew Waterson

ティラノサウルスの叫び
- MrBeast
- バイ・リン

ジークの宗教
- Keston John
- Braden Lynch
- ロジャー・クレイグ・スミス
- Gary Furlong
- Bruce Thomas
- Andrew Morgado
- Scott Whyte

スマート家電と愚かな人間たち
- Melissa Villaseñor
- ロニー・チェン
- エイミー・セダリス
- ケヴィン・ハート
- Josh Brenner
- ナット・ファクソン
- Niecy Nash-Betts
- Brett Goldstein

彼は忍び寄る
- サタン - ダン・スティーヴンス
- JB・ブラン
- ジム・ブロードベント
- ニカ・フッターマン
- Jane Leeves
- Dave B. Mitchell

## 批評
映画批評集積サイトRotten Tomatoesは、同サイトに寄せられたレビューに基づき、各シーズンの満足度および平均値について以下の判定を下した。
| シーズン | 満足度 | 平均スコア | 参照   |
| -------- | ------ | ---------- | ------ |
| 1        | 78%    | 6.72/10    | [ 42 ] |
| 2        | 81％   | 6.90/10    | [ 43 ] |
| 3        | 100%   | 8.20/10    | [ 44 ] |

また、本サイトに載せられた「批評家の総意」では、シーズン1は「『ヘビーメタル』の影響を受けたロボット好きのサイバーパンク愛好家を十分に満足させられるクリエイティブな死が盛り込まれているが、ゴア描写やお色気描写にこだわるあまり、本シリーズの掲げる高い意欲はしばしば陰を潜める形となっている」と評されている。しかし、続くシーズン2では「短編作品の質にはばらつきがあるものの、（中略）創造性が見事に発揮されている」、シーズン3では「これまでで最もバランスが取れている」と、徐々に評価が上がってきている。
Metacriticでは、シーズン1について主要な評論家による4件のレビューに基づき平均スコアを「65/100」という評価を下しており、レビューは概ね好意的なものが寄せられた。

### 受賞
| 年     | 賞                                             | 部門                                                     | 候補 | 結果       | 出典                 |
| ------ | ---------------------------------------------- | -------------------------------------------------------- | --- | ---------- | -------------------- |
| 2019年 | プライムタイム・クリエイティブアート・エミー賞 | 短編アニメーション部門                                   | 『目撃者』 | 受賞       | [ 46 ]               |
| 2019年 | プライムタイム・クリエイティブアート・エミー賞 | コメディ/ドラマシリーズおよびアニメーション 音響編まれて | 『秘密戦争』 | ノミネート | [ 47 ]               |
| 2019年 | プライムタイム・クリエイティブアート・エミー賞 | アニメーション特別貢献部門                               | Alberto Miergo (プロダクションデザイン) (『目撃者』) Jun-ho Kim (背景デザイン) (『グッド・ハンティング』) David Pate (キャラクターアニメーター) (『目撃者』) Owen Sullivan (ストーリーボード) (『魂をむさぼる魔物』) | 受賞       | [ 48 ]               |
| 2019年 | British Academy Scotland Awards (英語版)       | アニメーション賞                                         | Jon Yeo Caleb Bouchard (『救いの手』) | 受賞       | [ 49 ]               |
| 2020年 | 第47回アニー賞 (英語版)                        | テレビ・メディア エフェクト部門                          | Viktor Németh Szabolcs Illés Ádám Sipos Vladimir Zhovna (『秘密戦争』) | 受賞       | [ 50 ] [ 51 ]        |
| 2020年 | 第47回アニー賞 (英語版)                        | テレビ・メディア 音楽部門                                | Rob Cairns (『ソニーの切り札』) | 受賞       | [ 50 ] [ 51 ]        |
| 2020年 | 第47回アニー賞 (英語版)                        | テレビ・メディア 美術部門                                | Alberto Mielgo (『目撃者』) | 受賞       | [ 50 ] [ 51 ]        |
| 2020年 | 第47回アニー賞 (英語版)                        | テレビ・メディア 絵コンテ部門                            | Owen Sullivan (『魂をむさぼる魔物』) | ノミネート | [ 50 ] [ 51 ]        |
| 2020年 | 第47回アニー賞 (英語版)                        | テレビ・メディア 編集部門                                | Bo Juhl Stacy Auckland Valerian Zamel (『歴史改変』) | 受賞       | [ 50 ] [ 51 ]        |
| 2023年 | 第50回アニー賞 (英語版)                        | テレビ・メディア エフェクト部門                          | Kirby Miller Igor Zanic Joseph H. Coleman Steven Dupuy Josh Schwartz (『最悪な航海』) | 受賞       | [ 52 ] [ 53 ] [ 54 ] |
| 2023年 | 第50回アニー賞 (英語版)                        | テレビ・メディア キャラクターデザイン部門                | Alberto Mielgo (『彼女の声』) | 受賞       | [ 52 ] [ 53 ] [ 54 ] |
| 2023年 | 第50回アニー賞 (英語版)                        | テレビ・メディア 音楽部門                                | Rob Cairns (『死者の声』) | ノミネート | [ 52 ] [ 53 ] [ 54 ] |
| 2023年 | 第50回アニー賞 (英語版)                        | テレビ・メディア 絵コンテ部門                            | Emily Dean (『死者の声』) | 受賞       | [ 52 ] [ 53 ] [ 54 ] |
| 2023年 | 第50回アニー賞 (英語版)                        | テレビ・メディア 脚本部門                                | Andrew Kevin Walker (『最悪な航海』) | 受賞       | [ 52 ] [ 53 ] [ 54 ] |